# Europs flavidus
Europs flavidus es una especie de coleóptero de la familia Monotomidae.

## Distribución geográfica
Habita en Nuevo México (Estados Unidos).